# アルスロバクター属
アルスロバクター属（Arthrobacter）とは、真正細菌における属の一つである。グラム陽性の偏性好気性菌。     

## 特徴
Arthrobacterはしばしば多型性を示し、In vitroでの通常培養では対数期には桿状で、定常期では球状の形態を取る。In-situ(土壌)ではどちらの形態でも等しく乾燥耐性を示すが、実際に多く見出されるのは球状である。一説には桿状だと捕食者による捕食を受けやすいために、自然界では生存戦略として球状を選択していると考えられている。 
アルスロバクター属細菌は、"snapping division"あるいは"reversion"と呼ばれる独特の細胞分裂の方法を持つ。このときの分裂細胞は山型（V字型）の外観を取ることもある。 
ピリドンを唯一の炭素源にすることができ、mineral salts pyridone broth培地で生育する。20℃でインキュベートすると、金属塩を取り込むことで緑がかったコロニーを形成する。この培地で生育した球菌形態の細胞は乾燥と飢餓に対して耐性を持つ。 

## 利用
- アルスロバクター属細菌は、ブレビバクテリウム属（Brevibacterium）、マイクロバクテリウム属（Microbacterium）、コリネバクテリウム属（Corynebacterium）などの他の細菌属と同様に、L-グルタミン酸の工業生産に使用されている。この場合、アルスロバクター属細菌は、サトウキビまたは甜菜原料の糖蜜、トウモロコシまたはキャッサバ塊茎由来の澱粉加水分解物、あるいはタピオカなどの、安価な糖類源でインキュベートされる。この糖類源には窒素源としてアンモニアおよびアンモニウム塩が添加される。ビタミン、ミネラル、その他栄養の供給源として、コーンスティープリカーが添加されることがある。

- アルスロバクター・クリスタロポイエテス（A. crystallopoietes）とアルスロバクター・クロロフェノリカス（A. chlorophenolicus）は、汚染土壌中の六価クロムおよび4-クロロフェノール濃度を低下させることが示されており、 バイオレメディエーションに利用できる可能性がある[2] [3] 。

- Arthrobacter sp. R1株（米国American Type Culture Collection<英語版>社による菌株管理番号49987）は、ヒドロキシ安息香酸などの単素環式化合物や、 ピリジンやピコリンなどのN-複素環式化合物など、さまざまな芳香族化合物の環境汚染物質を栄養源して増殖することが示されている[4]。

- Arthrobacter sp H65-7は、 イヌリンをジフルクトース無水物に変換する酵素イヌラーゼIIを産生する[5]。

- アルスロバクター・ルテウス(Arthrobacter luteus)から得られる制限酵素Aluは、ヒトDNAのAlu配列<英語版>を切断できる [6]。